# Пата (Клуж)
Пата (рум. Pata) — село в повіті Клуж, Румунія. Входить до складу комуни Апахіда.
Село розташоване на відстані 313 км на північний захід від Бухареста, 12 км на південний схід від Клуж-Напоки.

## Населення
За даними перепису населення 2002 року в селі проживали 567 осіб.
Національний склад населення села:
| Національність | Кількість осіб | Відсоток |
| -------------- | -------------- | -------- |
| румуни         | 463            | 81,7 %   |
| угорці         | 98             | 17,3 %   |
| цигани         | 6              | 1,1 %    |

Рідною мовою назвали:
| Мова      | Кількість осіб | Відсоток |
| --------- | -------------- | -------- |
| румунська | 467            | 82,4 %   |
| угорська  | 98             | 17,3 %   |